# كاثلين هايت
كاثلين هايت (بالإنجليزية: Kathleen Hite)‏ هي كاتِبة وكاتبة سيناريو أمريكية، ولدت في 17 يونيو 1917 في ويتشيتا في الولايات المتحدة، وتوفيت في 18 فبراير 1989 في كريفري في الولايات المتحدة.

## وصلات خارجية
- كاثلين هايت على موقع IMDb (الإنجليزية)
- كاثلين هايت على موقع روتن توميتوز (الإنجليزية)
- كاثلين هايت على موقع تيرنر كلاسيك موفيز (الإنجليزية)
- كاثلين هايت على موقع قاعدة بيانات الفيلم (الإنجليزية)